# 윌리엄 루토
윌리엄 킵치르치르 사모에이 아랍 루토(스와힐리어: William Kipchirchir Samoei Arap Ruto, 1966년 12월 21일~)는 2022년 9월 13일부터 케냐의 제5대 현 대통령으로 재직하고 있는 케냐의 정치인이다. 대통령이 되기 전에, 그는 2013년부터 2022년까지 케냐의 제11대 부통령을 지냈다. 그는 이전에 내무부 장관, 농업부 장관, 고등교육부 장관 같은 여러 내각 직책을 역임했다.
루토는 1997년부터 2007년까지 KANU 하에서, 그리고 2007년부터 2013년까지 오렌지 민주운동(ODM)을 통해 엘도레트 노스 선거구의 국회의원으로 선출되었다. 그는 2002년 8월부터 12월까지 대니얼 아랍 모이 행정부에서 내무부 장관을 지냈다.
음와이 키바키 정권 하에서, 그는 2008년부터 2010년까지 농업부 장관, 2010년 4월부터 10월까지 고등교육부 장관을 역임했다. 루토는 2013년 통합공화당이 이끄는 부통령 선거에 출마하여 전국동맹(TNA)의 우후루 케냐타의 러닝메이트가 되었다. 그들의 표는 총 투표수의 절반을 가져갔고, 선거 승리자의 최소 헌법적 문턱에 도달했다. 그는 이후 2017년 케냐 총선에서 러닝메이트인 우후루 케냐타와 함께 주빌리당 하의 부통령직을 차지했다. 루토는 통합민주동맹(UDA) 하에서 2022년 대선에 성공적으로 출마했다.
탈락의 와중에 케냐타는 그의 상대 후보자 라일라 오딩가를 지지하였다. 비록 국제 관측통들이 그러한 주장을 확증하지는 않았지만, 선거는 오딩가의 동맹국들에 의한 부정 선거 혐의로 얼룩졌다.

## 어린 시절 및 교육
케냐 리프트밸리주의 칼렌진족인 윌리엄 루토는 1966년 12월 21일, 우아신기슈현 카마구트의 샘부트 마을에서 대니얼 체루이요트와 사라 체루이요트 사이에서 태어났다.

### 교육
카마구트 초등학교에서 교육을 시작한 루토는 우아신기슈현에 위치한 케로텟 초등학교로 전학을 갔고, 후자의 경우 초등교육증명서(CPE)에 응시했다. 그 후 그는 우아신기슈현에 있는 와렝 중등학교와 후에 난디현에 있는 캅사벳 고등학교로 진학하여 각각 보통 수준과 고급 수준의 교육을 받았다.
그 후 나이로비 대학교에 입학하여 식물학과 동물학을 공부하고 1990년에 학사 학위를 받고 졸업했다. 졸업한 다음 해에 그는 같은 대학에서 철학 박사 학위를 신청했고, 몇 번의 좌절 끝에 2018년 12월 21일, 나이로비 대학교에서 철학 박사 학위를 받고 졸업했다.
루토는 《케냐 나이로비 국립공원의 식물종 다양성과 두 습지의 구성》이라는 논문을 포함한 여러 논문을 썼다. 학부 교육을 위해 캠퍼스에 있는 동안 루토는 기독교 연합의 활동적인 멤버였다. 그는 나이로비 대학교의 합창단 의장을 역임하기도 했다.
나이로비 대학교에서 교회 활동을 통해 그는 나중에 1992년 총선 동안 정치에 자신을 소개시켜준 대니얼 아랍 모이 대통령을 만났다.

## 정치 경력
1990년 나이로비 대학교를 졸업한 후, 루토는 1990년부터 1992년까지 케냐의 노스 리프트 지역에서 교사로 고용되었으며, 지역 아프리카 내륙 교회 합창단(AIC)의 지도자이기도 했다.

### YK'92
루토는 1992년 모이 대통령의 재선을 위해 로비를 하던 YK'92 선거운동 단체의 재무관이 되었을 때 자신의 정치 경력을 시작했으며, 그곳에서 케냐 정치의 기초를 배웠다. 그는 또한 이 시기에 약간의 부를 축적한 것으로 여겨진다. 1992년 총선 이후 모이 대통령은 YK'92를 해체했고 루토는 KANU(당시 케냐 집권당) 지부직을 놓고 경쟁하려 했으나 성공하지 못했다.

### 국회의원
루토는 1997년 총선에서 의원직에 출마했다. 그는 놀랍게도 모이가 선호하는 후보인 현직 루벤 체시레와 우아신기슈현 KANU 지부장 겸 차관을 이겼다. 그 후, 그는 대니얼 아랍 모이의 호의를 얻고 KANU 선거 관리자로 임명되었다. 2002년 모이가 선호하는 후임자 우후루 케냐타에 대한 그의 강력한 지지는 그가 내무부 문서에서 차관 자리를 얻는 것을 보았다. 그 선거의 후반에, 일부 정부 장관들이 야당에 합류하기 위해 사임함에 따라, 그는 내각의 전체 장관으로 승진할 것이다. KANU는 선거에서 패배했지만 의원직은 유지했다. 그 후 루토는 2005년에 우후루 케냐타가 의장으로 선출된 KANU 사무총장으로 선출되었다.
2005년 케냐는 국민투표를 실시했지만 KANU는 반대했다. 집권 NARC 연합 정부의 일부 구성원들, 주로 2002년 자유민주당 깃발 아래 야당 연합에 가입했고 음와이 키바키 대통령이 권력 공유와 총리직 신설에 관한 선거 전 MoU를 존중하지 않아 불만을 품은 전직 KANU 장관들이 제안된 헌법에 반대하기 위해 KANU에 합류했다. "반대" 투표의 상징이 오렌지였기 때문에, 이 새로운 단체는 그들의 운동을 오렌지 민주 운동(ODM)이라고 이름 지었다. 루토는 펜타곤이라고 불리는 최고 간부의 일부였다. 그는 리프트밸리주에서 유권자 기반을 굳혔고, ODM은 국민투표에서 승리했다.
2006년 1월, 루토는 다음 총선 (2007년)에서 대통령직을 위해 경쟁할 것이라고 공개적으로 선언했다. 그의 성명은 모이 전 대통령을 포함한 그의 KANU 동료들에 의해 비난을 받았다. 이 무렵 ODM은 정당으로 변모했다. 2007년 9월 1일, 오렌지 민주 운동(ODM)의 대통령 후보로 지명되었으나, 368표를 얻어 3위를 차지했다. 승자는 2,656표를 얻은 라일라 오딩가였고 2위는 391표를 얻은 무살리아 무다바디였다. 루토는 투표 후 오딩가에 대한 지지를 표명했다. 우후루 케냐타가 이끄는 KANU가 키바키를 지지하기 위해 움직이자, 그는 2007년 10월 6일, KANU 사무총장직에서 사임했다.

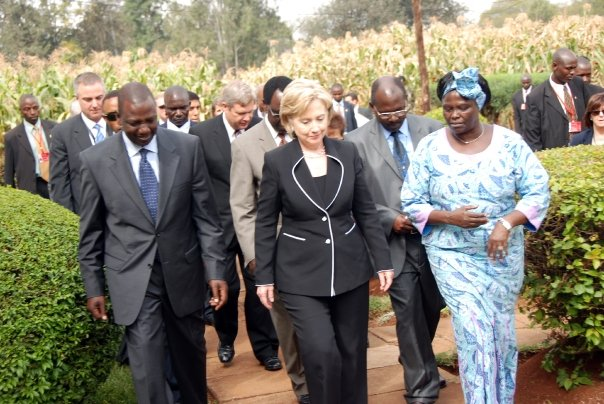
힐러리 클린턴 미국 국무장관 (가운데)이 2009년 8월 5일, 나이로비 인근 케냐 농업연구소(KARI)를 방문한 윌리엄 루토 농림부 장관 (왼쪽), 환경, 정치운동가 왕가리 마타이 (오른쪽)와 함께 걷고 있다.

2007년 12월, 대통령 선거는 교착 상태로 끝났다. 케냐 선거관리위원회는 키바키를 승자로 선언했지만, 라일라와 ODM은 승리를 주장했다. 음와이 키바키는 서둘러 2007년 12월, 대통령 선거의 대통령으로 취임했다. 선거와 결과에 대한 논쟁에 이어 케냐는 폭력적인 정치적 위기에 휩싸였다. 키바키와 오딩가는 권력을 공유하는 정부를 구성하기로 합의했다. 2008년 4월 13일 임명된 대연정 내각이 임명되었고, 4월 17일 루토는 농업부 장관으로 임명되었다. 루토는 또한 2008년부터 2013년 3월 4일까지 엘도레트 노스의 국회의원이 되었다.
루토는 케냐의 2007년~2008년 정치 폭력에 연루된 혐의로 국제형사재판소(ICC)에서 재판을 받기 위해 기소된 사람들 중 한 명이다. 그러나 ICC 사건은 특히 주요 검찰 증인의 철회와 관련하여 어려움에 직면했다. 2016년 4월, 법원은 루토에 대한 기소를 취하했다.
2010년 4월 21일, 루토는 농림부에서 전근되어 고등교육부로 발령이 났고, 샐리 코스게이와 직위를 교환했다. 2011년 8월 24일, 루토는 장관직에서 해임되었고 국회의원으로 남게 되었다. 그는 우후루 케냐타와 함께 2013년 대통령 선거를 위한 주빌리 동맹을 결성했다.

## 부통령직

### 대통령 권한대행

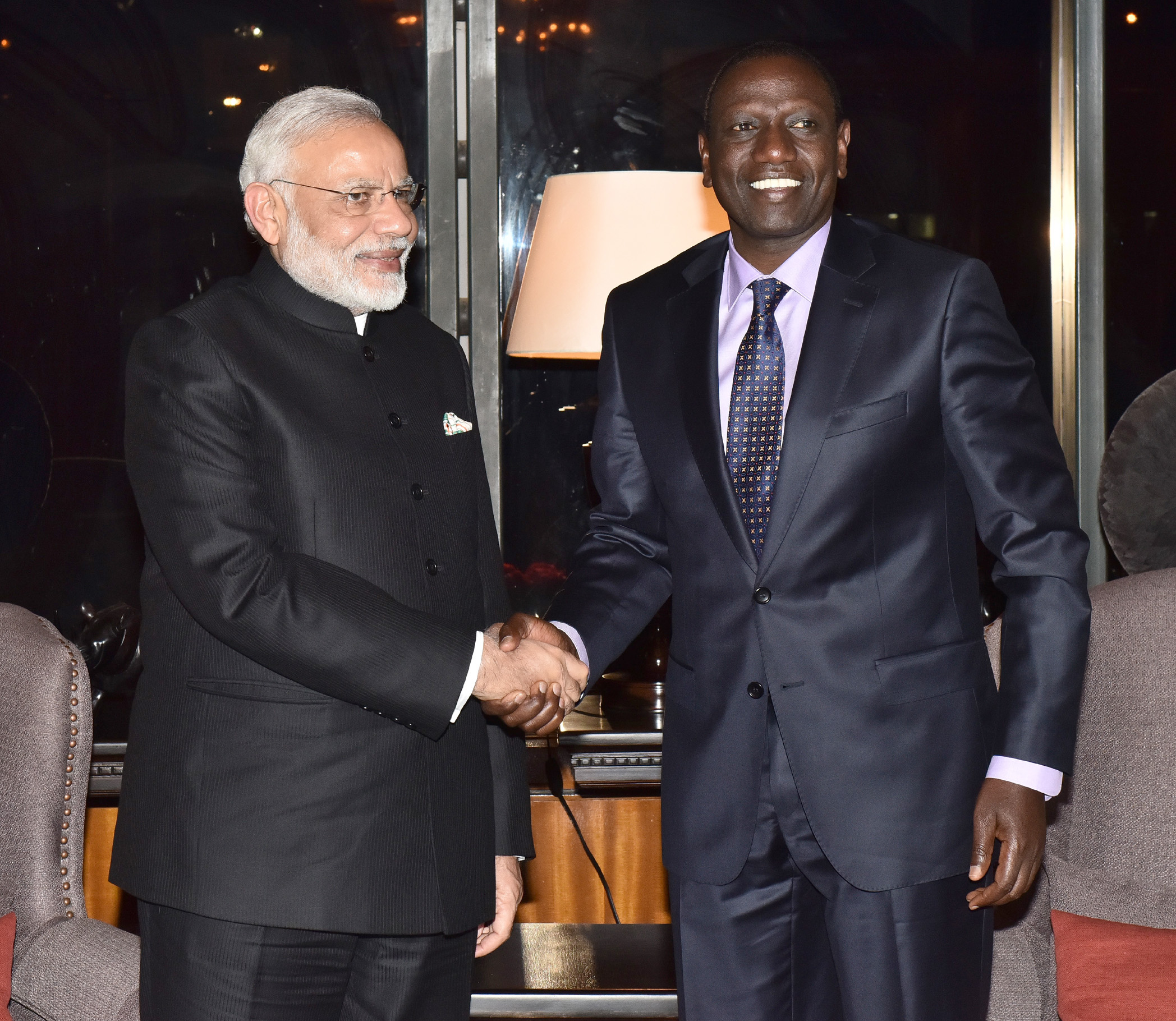
2016년 루토와 나렌드라 모디 인도 총리

2014년 10월 6일, 우후루 케냐타 대통령이 국제형사재판소(ICC)에 출두할 것을 요구하자 루토는 케냐의 대통령 권한대행으로 임명되었다. 2014년 10월 6일부터 10월 9일까지 케냐타 대통령이 헤이그에 없는 동안 그는 그 역할을 맡았다. 우후루는 10월 6일, 의회에서 루토 부통령에게 공식적으로 권력을 이양하자 "케냐 공화국의 주권을 지키기 위해 지위 회의에 참석하는 동안 혼 윌리엄 루토를 대통령 권한대행으로 임명하는 법적 고지서에 서명할 것"이라고 설명했다.
2017년 8월 총선에서 우후루와 루토는 54%의 득표율로 당선되었다. 그러나, 케냐 대법원은 선거를 무효화했고, 2017년 10월에 새로운 선거가 열렸다. 야당은 새 선거를 보이콧했고 우후루와 루토는 총 투표의 98%로 재선되었다. 대법원은 이번 두 번째 선거의 결과를 지지했다.

### 대통령 선거 운동
2020년 12월, 루토는 새롭게 결성된 통합민주동맹을 발표했다. 그는 2022년 2부 대선 토론회에 참석한 유일한 대선 후보였다.
8월 9일 총선이 치러진 지 6일 후인 2022년 8월 15일, 독립선거관리위원회 와풀라 체부카티 위원장은 루토가 통합의 약속의 라일라 오딩가를 누르고 대통령 선거에서 승리했다고 발표했다. 루토는 유효 투표의 50.49%를 받은 반면, 오딩가는 48.85%를 받았다.
오딩가는 독립선거관리위원회가 발표한 대선 결과에 이의를 제기했고, 대법원과 함께 결과에 이의를 제기했다. 9월 5일, 대법원 판사들은 만장일치로 오딩가의 동맹이 선거가 조작되었다는 주장에 대한 결정적인 증거를 제시했다는 것을 발견했고, 루토가 대통령 당선자로 선출되는 것을 지지했다. 판결에 대해 오딩가는 대법원의 결정에 강하게 반대하면서도 존중한다고 말했다. 2022년 9월 13일, 그는 공식적으로 대통령으로서 임기를 시작했다.

## 대통령직

윌리엄 루토의 대통령 표준

윌리엄 루토가 대통령으로서 행한 해외 순방을 보여주는 지도

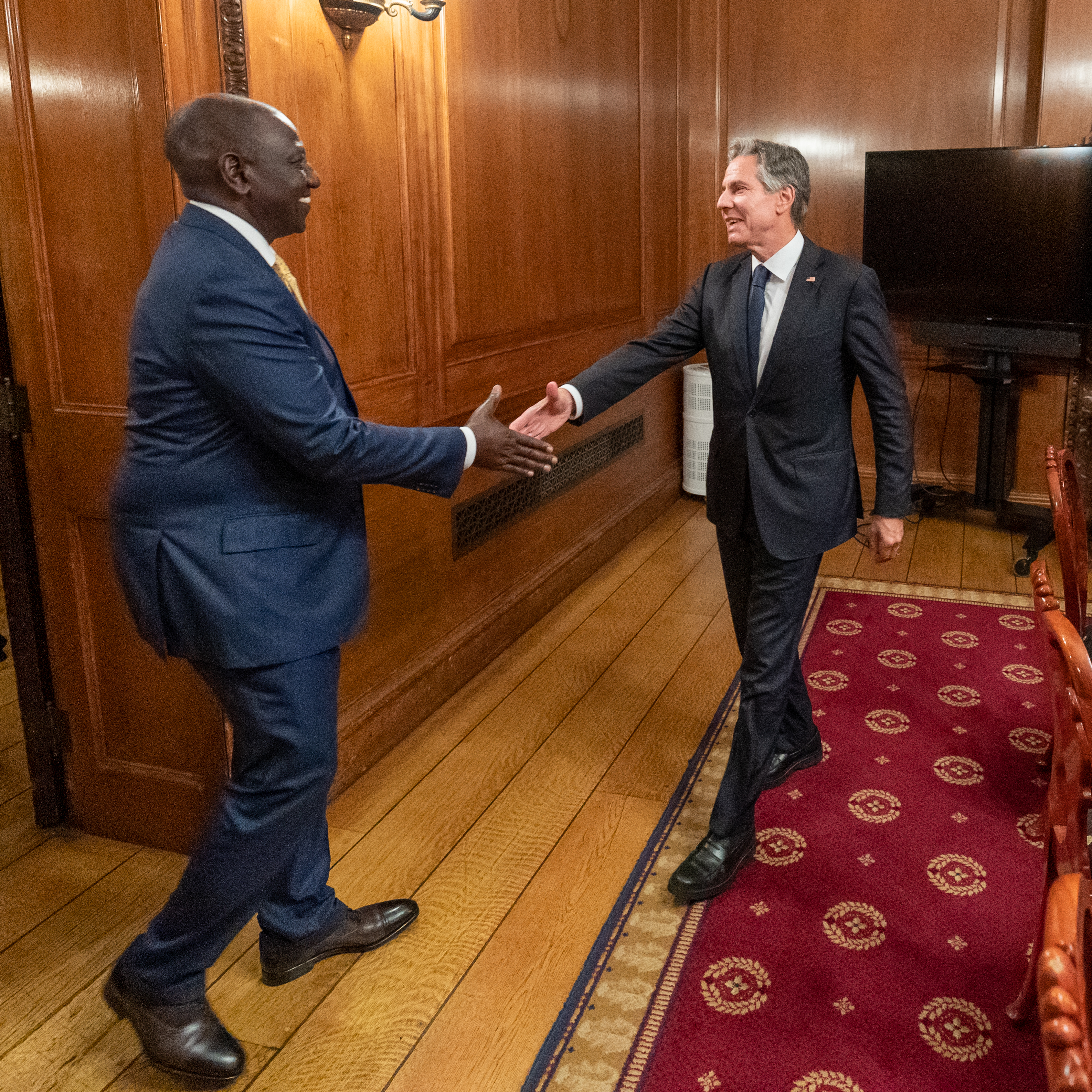
루토는 2022년 9월 21일, 미국 국무장관 앤터니 블링컨과 함께 했다.

2022년 9월 13일, 그는 카사라니 모이 국제 스포츠 센터에서 20명 이상의 국가원수와 정부 수반이 참석한 가운데 케냐 대법원장 마사 쿠메의 주재로 취임식을 가졌다. 그는 공식적으로 케냐 대통령으로서의 임기를 시작했다.
취임 후 루토는 기후 변화를 해결하고 2030년까지 케냐의 전기 생산에서 화석 연료 사용을 중단하겠다는 공약을 발표했다.
루토 대통령은 2022년 9월 18일, 국가 원수로서 영국으로 첫 해외 순방을 했다. 그는 2022년 9월 19일, 런던 웨스트민스터 사원에서 열린 엘리자베스 2세 여왕의 장례식에 참석했다.
루토 대통령은 영국 런던에서 뉴욕에 도착한 지 며칠 후인 2022년 9월 21일 유엔 총회에서 엘리자베스 2세 여왕의 장례식에 참석한 후 첫 연설을 했다. 그는 조 바이든 대통령의 "더 나은 재건법" 국내 계획에 고개를 끄덕이며 "아래에서 위로 더 잘 되돌아가기"를 향한 세계적인 노력을 제안했다. 그는 "경제 주류에서 소외되고 일하는 다수를 포함하는 것"이 목표여야 한다고 말했다. 그가 언급한 다른 주제들은 유엔 안전 보장 이사회에서 아프리카 대표권의 확대, 아프리카 대륙에 대한 투자 증가, "원조에서 투자로 아프리카를 이동", 경제적 번영을 위한 "계속 분주한" 인적 자본의 활용, 그리고 세계의 기후 변화를 해결하기 위한 공동 노력이었다.
2022년 9월, 그는 아프리카의 뿔이 40년 만에 최악의 가뭄을 겪고 있다며 케냐에서만 "310만 명이 심각한 가뭄에 직면해 있다"고 덧붙였다.
북부 에티오피아에서 정부군과 티그라이 반군 사이에 진행 중인 티그라이 전쟁에 대한 질문에 루토는 "에티오피아에서 일어나는 모든 일은 케냐로 간다"고 말했다.
그는 소말리아 전쟁에 대해 "소말리아에서의 임무가 끝나는 대로 케냐군이 귀국할 것"이라고 말했다.
11월 22일, 루토는 대한민국에 방문하여 윤석열 대통령과 양자회담을 갖고 ICT, 교육, 제약, 인프라 분야 협력을 강화했다. 대통령은 대한민국에 살고 있는 케냐인들을 만났고 비즈니스 포럼에 참석했다.
2022년 11월, 루토의 정부는 케냐 시민들에게 즉각적인 대출을 허용하기 위한 대출 프로그램인 허슬러 기금을 시작했다.
2023년 루토는 공기업의 대규모 민영화를 제안하면서 정부 자원을 계속 투입하여 기업을 유지하는 것은 경제적으로 불가능하다고 지적했다.
2024년 6월 25일, 세금 시위로 인해 공공 질서가 붕괴되어 최소 5명이 사망했다. 루토는 연간 세수의 절반 이상을 부채 상환에 사용하기 때문에 여러 차례 세금 인상을 제안했다. 인상된 세금은 "자동차 소유권과 금융 거래부터 생리대에 이르기까지 모든 것에 대해" 제안되었다.
7월 11일, 루토는 부통령 겸 내각 장관을 제외한 대부분의 내각을 해임했고, 다음 날 자펫 쿠메 경찰청장은 케냐 재무부 법안 시위로 지난 한 달 동안 40명이 사망한 후 사임했다. 쿠메는 시위대에 대한 경찰의 폭력에 대한 책임을 져야 했다. "케냐 징수 수입의 약 60%가 부채 상환에 사용된다"고 언급했다.
2024년 9월, 윌리엄 루토와 올라프 숄츠 독일 총리는 최대 25만 명의 케냐 출신 숙련 및 반숙련 이주 노동자들에게 독일 노동 시장을 개방하는 협정에 서명했다. 이 협정은 또한 케냐인들의 독일 추방을 간소화할 것이다. 의사와 간호사와 같은 전문직 종사자들이 독일에서 더 나은 급여를 받기 위해 떠날 수 있기 때문에 케냐에서는 두뇌 유출에 대한 우려가 있다. 이 협정은 반이민 AfD 정당이 독일에서 인기를 얻고 있는 시기에 이루어졌다.

## 논쟁

### 토지 수탈
루토는 토지 수탈에 대한 끝없는 소송에 휘말린 몇몇 케냐 국영 기업들을 포함하여 많은 보도된 토지 취득 논쟁에 연루되어 왔다. 많은 언론, 그리고 많은 정치인들과 활동가들은 종종 그를 "아랍-마샴바"(땅의 아들이라는 말)라고 묘사한다.

#### KPC 응공 임야 파문

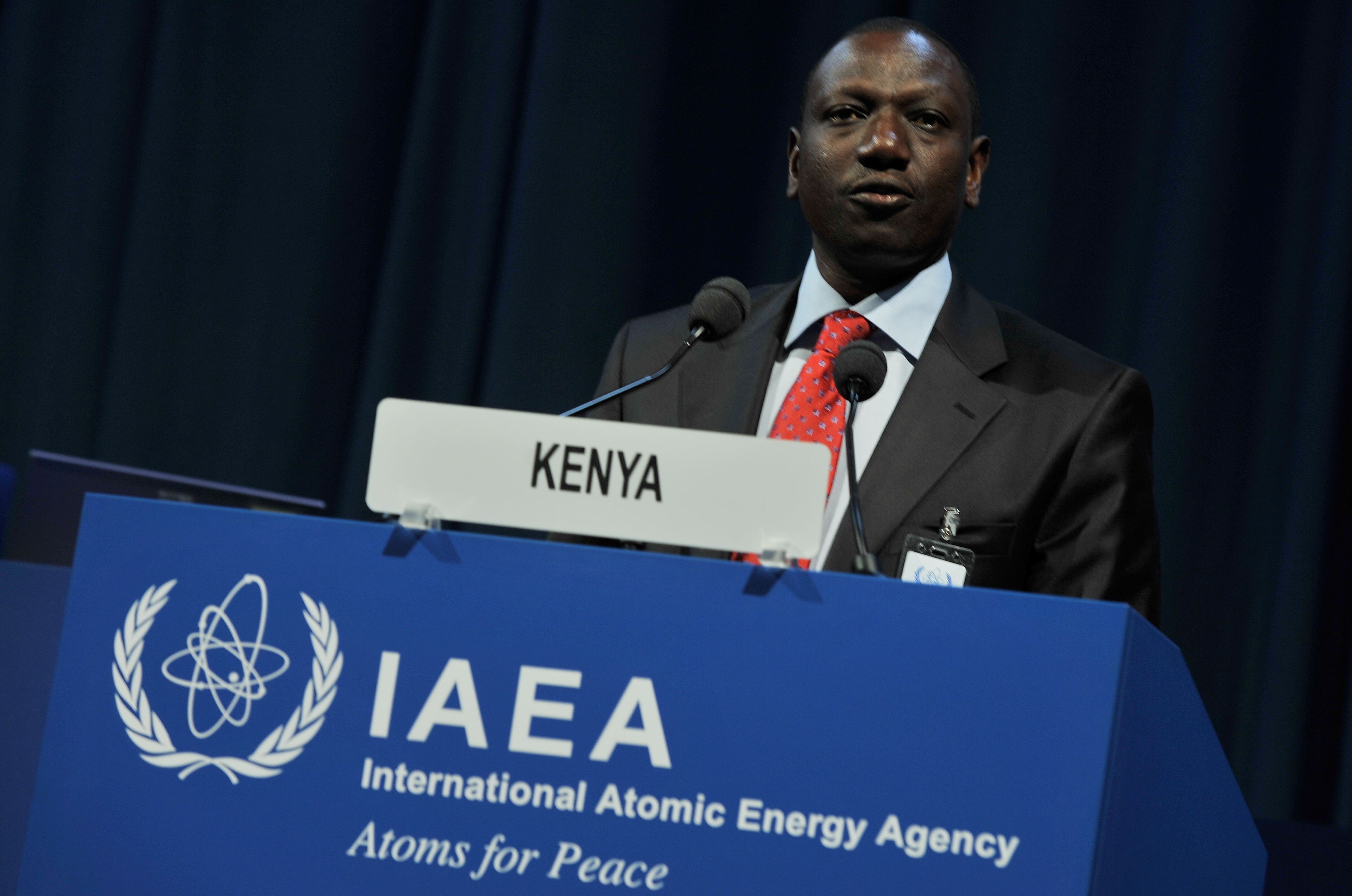
루토는 IAEA 총회의 제54차 정기총회에 참석했다.

2004년 루토는 의심스러운 토지 거래를 통해 또 다른 국영기업인 케냐 파이프라인 회사(KPC)를 사취한 혐의로 기소되었다. 2011년 무죄를 선고받았으나 2020년 대통령의 반부패 전쟁 추진 속에 우후루 케냐타 대통령과의 관계가 흔들리는 듯하자 경찰이 사건 수사를 재개했다.

#### 무테시 토지
2013년 6월, 루토는 2007년~2008년 선거 후 폭력 피해자에게 선거 후 폭력 기간 동안 자신의 땅을 불법적으로 빼앗은 혐의로 500만 실링의 돈을 지불하라는 법원 명령을 받았다. 같은 판결로 루토는 우아신기슈현의 점령지에서 쫓겨났다. 아드리안 무테시는 루토가 2007년~2008년 선거 후 폭력사태 동안 안전을 위해 자신의 땅을 도망친 후 우아신기슈현에 있는 100에이커의 땅을 빼앗고 무단침입했다고 비난했었다. 2014년 2월, 루토는 500만 실링의 벌금을 내라는 법원 명령에 항소했다. 2017년 루토는 판결에 불복해 항소를 취하했다. 2020년 10월, 아드리안 무테시는 86세의 나이로 사망했다.

### 부패 혐의
루토는 부패와 토지 강탈에 대한 여러 의혹에 직면했다. 그의 이전 동맹이었던 라일라 오딩가는 그가 정기적으로 모금 행사에서 지출하는 자금의 출처에 의문을 제기하는 부패 혐의로 그를 고발했다. 그의 동맹과 측근들 중 몇 명도 부패 스캔들로 인해 사임할 수밖에 없었다. 그는 또한 나이로비의 초등학교에서 나온 땅과 나이로비의 루아이 하수처리장을 위한 땅을 빼앗은 혐의로 기소되었다. 루토는 이러한 혐의를 부인했다.

### 국제형사재판소 소환장
2010년 12월, 국제형사재판소(ICC) 검사는 2007년~2008년 선거 폭력 사건에 연루된 루토를 포함한 6명의 소환을 요구하고 있다고 발표했다. ICC 재판 전 회의실은 이후 검찰의 요청에 따라 루토에 대한 소환장을 발부했다. 루토는 음와이 키바키 대통령이 이끄는 국민통합당 지지자들을 상대로 범죄를 계획하고 조직한 혐의를 받고 있다. 그는 세 건의 반인륜적 범죄, 한 건은 살인, 한 건은 인구 강제 이주, 한 건은 박해 혐의로 기소되었다. 2012년 1월 23일, ICC는 우후루 케냐타, 프랜시스 무사우라, 헨리 코스게이, 모함메드 후세인 알리 소장이 연루된 사건에서 루토와 조슈아 상에 대한 혐의를 확인했다. 루토는 미국 정부에 2007년 총선 이후 2008년 1월 1일 발생한 키암바 교회 화재는 단지 우발적인 것이라고 말했다. 2009년 1월 1일 와키 위원회 보고서는 "케냐인과 세계의 관심을 끈 사건은 키암바에서 주로 키쿠유족 여성들과 교회에 옹기종기 모여 있는 어린이들을 의도적으로 불태운 것"이라고 밝혔다. 2016년 4월 국제형사재판소는 루토에 대한 기소를 포기했다.

### 자택 침입
2017년 7월 28일, 루토의 자택은 적어도 한 명의 흉기로 무장한 공격자의 표적이 되었고, 숙소를 지키고 있던 경찰관이 부상을 입었다. 공격 당시 그는 키탈레에서 유세를 위해 몇 시간 전에 떠났기 때문에 그와 그의 가족은 경내에 없었다. 총격에 대한 보고가 있었고 여러 보안 소식통은 공격이 여러 사람들에 의해 이루어졌다고 말했다. 경찰은 처음에는 공격자가 다른 총기를 사용했기 때문에 몇 명의 공격자가 있다고 생각했다. 약 48시간 후, 케냐 경찰국장 조지프 보인넷은 공격자가 총에 맞아 사망했으며 상황은 통제되고 있다고 발표했다.

## 사생활
루토는 1991년에 레이첼 체벳과 결혼했다. 그들은 1991년 AIC 교회에서 결혼했다. 그들은 첫 번째 아이인 닉 루토를 둔 다고레티에서 처음 살았다.
그는 복음주의 기독교인이며 아프리카 내륙 교회의 일원이다.
루토는 나이로비-엘도레트-말라바 고속도로에서 살아있는 닭을 파는 상인으로 일하면서 영감을 받아 고향인 수고이 마을에 상당한 양계장을 소유하고 있다. 루토와 그의 아내는 나이로비의 카렌 교외에 있는 그들의 거주지에 예배당을 짓는다.
그의 순자산은 4억 8천만 달러로 추정된다.

## 역대 선거 결과
| 선거명      | 직책명        | 대수 | 정당         | 득표율 | 득표수      | 결과 | 당락 |
| ----------- | ------------- | ---- | ------------ | ------ | ----------- | ---- | ---- |
| 2013년 선거 | 케냐의 부통령 | 11대 | 통합공화당   | 50.51% | 6,173,433표 | 1위  |      |
| 2017년 선거 | 케냐의 부통령 | 11대 | 주빌리당     | 54.17% | 8,223,369표 | 1위  |      |
| 2017년 선거 | 케냐의 부통령 | 11대 | 주빌리당     | 98.26% | 7,483,895표 | 1위  |      |
| 2022년 선거 | 케냐의 대통령 | 5대  | 통합민주동맹 | 50.49% | 7,176,141표 | 1위  |      |

## 같이 보기
- 케냐의 국가 원수 목록
- 2022년 케냐 대통령 선거